# Gnamptogenys bisulca
Gnamptogenys bisulca är en myrart som beskrevs av Kempf och Brown 1968. Gnamptogenys bisulca ingår i släktet Gnamptogenys och familjen myror. Inga underarter finns listade i Catalogue of Life.